# Frog City Software
Frog City Software is een Amerikaans computerspelontwikkelaar gevestigd in San Francisco, Californië. Het bedrijf werd in 1995 opgericht en werd in 2004 overgenomen door Gathering of Developers, dat zelf in 2005 werd overgenomen door Take-Two Interactive. In 2006 werd Frog City Software opgeheven. 

## Ontwikkelde spellen
| Release | Titel                              | Platform        | Noot                |
| ------- | ---------------------------------- | --------------- | ------------------- |
| 1997    | Imperialism                        | Mac OS, Windows |                     |
| 1999    | Imperialism II: Age of Exploration | Mac OS, Windows |                     |
| N.v.t.  | Pantheon                           |                 | In 2000 geannuleerd |
| 2001    | Trade Empires                      | Windows         |                     |
| 2003    | Tropico 2: Pirate Cove             | Mac OS X        |                     |
| N.v.t.  | Snow                               |                 | In 2006 geannuleerd |